# Castel Califfi
Castel Califfi (in croato dvorac Califfi) è una fortezza del XVII secolo sull'isola di Ugliano.
Il castello fu costruito in località Gornje Selo (Alta Villa), a ridosso della città di Ugliano, dalla nobile famiglia veneziana dei Califfi nel XVII secolo. La famiglia zaratina dei Bercich (in croato Berčić, talora Brčić), nobili e possidenti terrieri in Gornje Selo e Corfù, custodì per diverso tempo tale residenza.
Il castello in realtà, come appare oggi, è più propriamente ascrivibile al tipo di residenza extra-urbana tipica della nobiltà dalmata, con corte interna loggiata nella parte delle stanze di abitazione, cappella, di morfologia complessiva piuttosto chiusa verso l'esterno seppur di forme gentili.
Dopo recenti restauri l'edificio è stato rinominato Castello Krešimir Ćosić, nome di uno dei più importanti giocatori di pallacanestro croati.
La famiglia Califfi risiedeva stabilmente a Rovigno ed era una delle case nobiliari più importanti dell'Istria.